# Veselá kráva
Veselá kráva (francouzsky La vache qui rit, v překladu kráva, která se směje) je obchodní značka směsi tavených sýrů ve tvaru roztíratelného klínu pocházející z Francie. Sýr vyrábí od roku 1921 společnost Fromageries Bel.
Veselá kráva je tvořena směsí smetany, mléka a čerstvých a vyzrálých sýrů, jako například comté, které jsou pasterizovány, aby se zastavil proces zrání. Sýr je zabalen do vrstvy alobalu, prodáván je po osmi či šestnácti kusech v krabičkách tvaru kruhu. Spotřebitelé musí krabičku otevřít odtrhnutím malé červené nitě po obvodu a dále odtrhnout červenou stužku sloužící k otevření fóliového obalu. Sýr je známý po celém světě, ale pokaždé pod jiným, většinou jazykově lokalizovaným jménem (např. The Laughing Cow v anglicky mluvících zemích a Die Lachende Kuh v německy mluvících zemích, Krówka Śmieszka v Polsku, Nevető tehén v Maďarsku atd.).

## Další produkty
Kromě sýru zabaleného v kulaté krabičce lze i narazit na varianty jako například Sýr a křup. Tato varianta je tvořena obdélníkovou krabičkou rozdělenou na dvě části, přičemž v jedné je tavený sýr a v druhé osm tyčinek, které jsou buďto bez příchuti, s příchutí pizzy nebo celozrnné. Podobný produkt je pod značkou Kiri a označuje se jako tzv. Kiri křup.